# Jessica Castles
Jessica Castles (née le 16 juillet 2002) est une gymnaste artistique suédoise.

## Carrière
Elle remporte la médaille de bronze au sol aux Jeux européens de 2019 à Minsk.